# Bourgeauville
Bourgeauville je francouzská obec v departementu Calvados v regionu Normandie. Žije zde 101 obyvatel.

## Geografie

### Sousední obce
| Růžice kompasu |           | Saint-Pierre-Azif |                  | Růžice kompasu |
| Růžice kompasu | Branville | Sever             | Glanville        | Růžice kompasu |
| Růžice kompasu | Branville | Bourgeauville     | Glanville        | Růžice kompasu |
| Růžice kompasu | Branville | Jih               | Glanville        | Růžice kompasu |
| Růžice kompasu | Annebault | Valsemé           | Beaumont-en-Auge | Růžice kompasu |